# إيوان ماكدونالد
إيوان ماكدونالد (بالإنجليزية: Euan Macdonald)‏ هو فنان بريطاني، ولد في 1965.